# جامعة كوريا الوطنية للفنون
جامعة كوريا الوطنية للفنون هي جامعة وطنية في العاصمة سول في كوريا الجنوبية. تأسست في عام 1993 من قبل وزارة الثقافة والرياضة والسياحة في كوريا الجنوبية باعتبارها الجامعة الفنون الوطنية الوحيدة التي تهدف للعمل كمؤسسة رائدة في تكوين الفنانين. تتوفر الجامعة على 26 قسما في ستة مدارس : مدارس الموسيقى والدراما والسينما والتلفزيون والوسائط المتعددة والرقص والفنون البصرية والفنون التقليدية الكورية.

## مدارس الجامعة
- مدرسة المسرح وتتألف من خمسة أقسام: التمثيل، الإخراج، الدراما، السينوغرافيا والنظرية. يتم تدريب الطلاب من خلال ممارسة العمل العملي لكل طرف، بالموازاة مع مشاركاتهم في مشاريع التعاون مع الإدارات المجاورة أو مع المدارس المجاورة.
- مدرسة الرقص
- مدرسة الموسيقى
- مدرسة السينما والتلفزيون والوسائط المتعددة
- مدرسة الفنون البصرية
- مدرسة الفنون الكورية التقليدية
- قسم المدارس الداخلية

## خريجون بارزون
- كيم كيونغ-أوك (1971-) : كاتب
- بارك جي مين : مغني وراقص
- كيم تاي هيونغ : مغني وراقص